# Incasemidalis chilensis
Incasemidalis chilensis is een insect uit de familie van de dwerggaasvliegen (Coniopterygidae), die tot de orde netvleugeligen (Neuroptera) behoort. 
De wetenschappelijke naam Incasemidalis chilensis is voor het eerst geldig gepubliceerd door Meinander in 1990.